# 福島市立三河台小学校
福島市立三河台小学校（ふくしましりつ みかわだい しょうがっこう）は、福島県福島市にある公立小学校である。

## 概要
福島市中心市街地である中央西地域中北部を学区とし、福島県道70号福島吾妻裏磐梯線（高湯街道）と福島県道310号庭坂福島線（庭坂街道）に挟まれた住宅地に位置する。2020年5月1日現在、16学級417名の児童が在籍する。校名の三河台とは、校名変更時の学区の地名である三河南町と曽根田字岡台を組み合わせたものである。福島第六小学校から1961年に名称が変更されてからも「六」が児童の目標として残されており、雪の結晶が象られた校章には友愛、奉仕、健康、質実、明朗、忍耐の6つの大切な心を忘れずに時代に受け継いでほしいとの願いが6つの花びらとして込められている。また、このことから当校のことを「六華」とも呼び、六華学童クラブや六華学習発表会など、校内行事やクラブの多くに用いられている。

## 沿革
- 1920年2月 - 福島市立福島第六尋常小学校が開校。
- 1923年3月 - 福島市立福島第六尋常小学校が廃止。
- 1932年4月29日 - 福島市立福島第六尋常小学校が再度開校。
- 1941年4月 - 国民学校令が施行され福島市立福島第六国民学校へ改称される。
- 1947年4月 - 学校教育法が施行され、福島市立福島第六小学校へ改称される。
- 1947年7月 - 福島第六幼稚園が付設される。
- 1961年4月 - 福島市立三河台小学校へ改称される。同時に福島第六幼稚園も三河台幼稚園へ改称される。
- 1983年7月20日 - 現在用いられているプールが竣工する。
- 2004年3月 - 三河台幼稚園が廃止される。

## 学校行事
| - 4月 - 5月 - 6月 | - 7月 - 8月 - 9月 | - 10月 - 11月 - 12月 | - 1月 - 2月 - 3月 |

## 児童会活動・クラブ活動など
- 六華学童クラブ
- 六華ミニバス

## 通学区域
- 中央西地域
  - 太田町
  - 三河北町
  - 三河南町
  - 須川町
  - 野田町（JR奥羽本線より南側全域）
  - 東中央（1丁目）
  - 南中央（1丁目）

## 進学先中学校
- 福島市立岳陽中学校[3]

## 学区 / 校区内の主な施設
- 福島県道70号福島吾妻裏磐梯線（高湯街道）
- 福島県道310号庭坂福島線（庭坂街道）
- JR福島駅西口
- コラッセふくしま
- 昭栄福島ショッピングセンター（イトーヨーカドー福島店）
- ザ・セレクトン福島
- ホテル福島グリーンパレス
- 東邦銀行西福島支店・福島ローンセンター
- 福島製作所
- ポリテクセンター福島
- ヨークタウン野田
- 福島民報社
- ラウンドワン福島店
- 桜の聖母学院中学校・高等学校

## 交通
- JR福島駅西口より徒歩5分[4]。